# يوم الزي الفلسطيني
يوم الزي الفلسطيني هو يوم خُصِّصَ لإحياء تراث الزي الفلسطيني التقليدي في يوم 25 تموز/يوليو من كل عام.

## أسباب إحياء تراث الزي الفلسطيني
قامت مبادرة شبابية تدعو إلى الحفاظ على التراث الوطني الفلسطيني وحمايته من الاندثار بعد تزايد السرقات الإسرائيلية للمأكولات والملبوسات التراثية الفلسطينية، حيث قامت جماعات صهيونية متطرفة مدعومة من الموقف الرسمي الإسرائيلي بسرقة التراث والزي الفلسطيني وارتدائه في مناسبات محلية ودولية وعالمية والادعاء بأنه تراث إسرائيلي، وفي عام 2018 قام الرئيس محمود عباس باعتبار ذلك اليوم يومًا للزي الفلسطيني؛ حفاظًا على تاريخ الأباء والأجداد. حيث يُعتبَر الزي الفلسطيني أحد أهم الركائز الأساسية التي تشكل الهوية الثقافية الفلسطينية، والشاهد على الوجود الفلسطيني ممتد الجذور منذ العهد الكنعاني، حيث وُجدت بعض الصور والرسومات التي طُرّزت بها ملابس ملكات الكنعانيين "ثوب الملكـة" على نفس أشكال التطريز الموجودة حاليًّا، وتشترك معظم أثواب النسـاء الفلسـطينيات في النجمـة الثُمانيّـة الكنعانيـة التي يعود جذورها إلى 4500 سـنـة قبل الميلاد، وكانت هذه النجمـة تُمثل "إلـه الخصوبـة" عند الكنعانيين. ومن أشـهر النجوم ذات الرؤوس الثمانيـة نجمـة "بيت لحم" التي تعرفها النساء باسْـم "عرق القمر" .

## الفعاليات
تنظم في هذا اليوم المَسيرات في العديد من أنحاء المحافظات الفلسطينية، ويرفع المشاركون بها الأعلام الفلسطينية واللافتات الداعية إلى صون هذا الإرث التاريخي وحمايته من الإندثار، كما تُنظَّم المعارض التراثية والمهرجانات التي تشارك فيها فرق الفلكلور الشعبي، حيث تتضمن أغاني تقليدية قديمة بالإضافة إلى عروض بالثوب التراثي ونقش الحناء والعرس الفلسطيني والدبكة الشعبية، ويرتدي الرجال والأطفال الذكور الزي التقليدي المكون من الكوفية أو الحَطّة (غطاء الرأس) والقمباز (الثوب) والسروال، وترتدي النساء أثوابًا مطرزة يدوياً بخيوط الحرير.